# Kościół Wniebowzięcia Najświętszej Maryi Panny w Niegowici
Kościół Wniebowzięcia Najświętszej Maryi Panny – rzymskokatolicki kościół parafialny należący do dekanatu Niegowić archidiecezji krakowskiej.

## Historia

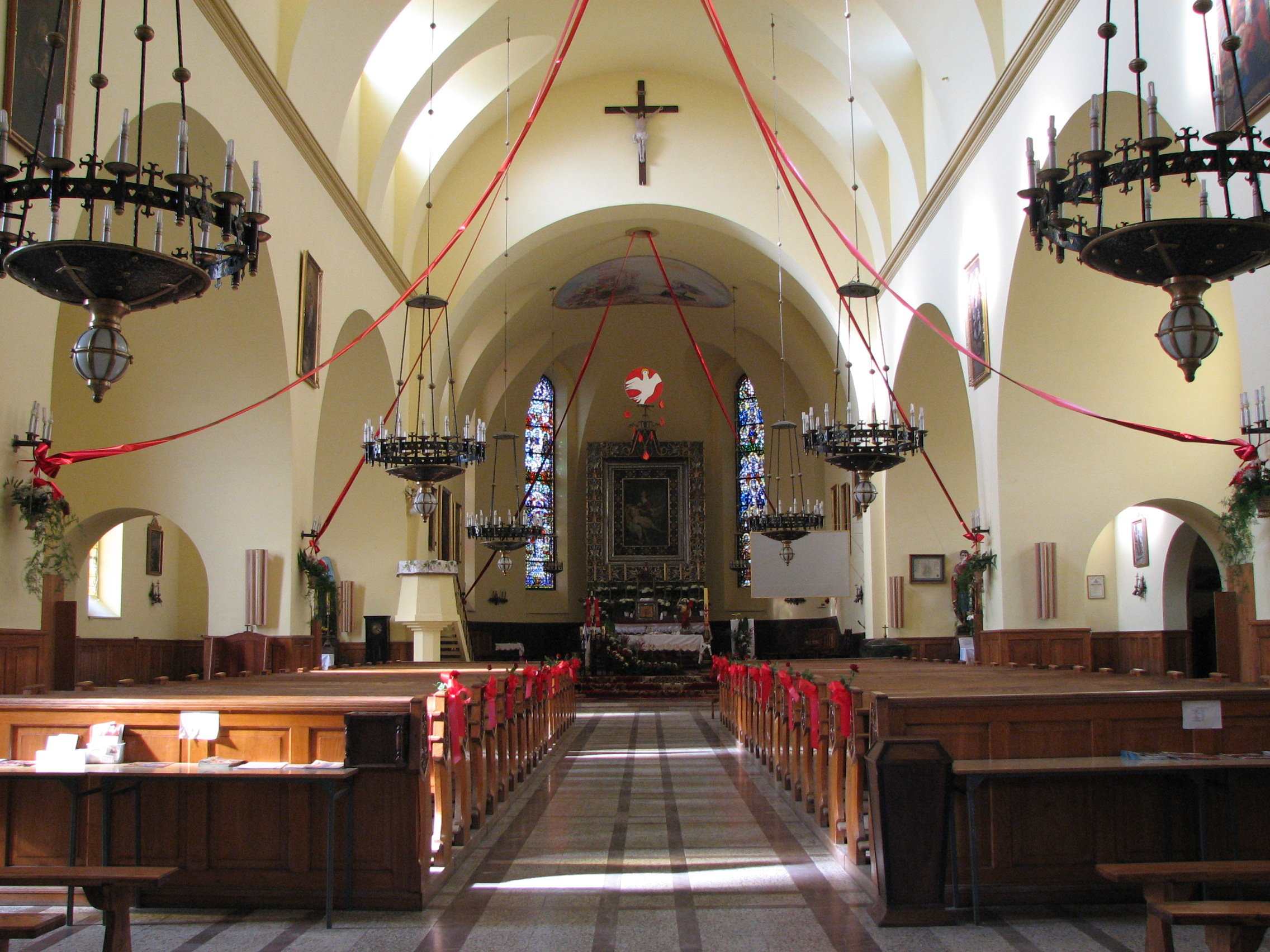
Wnętrze kościoła

Kościół został zaprojektowany przez architekta Bogdana Tretera. Pozwolenie na budowę zostało wydane przez wojewodę 3 sierpnia 1949 roku. W dniu 9 sierpnia 1949 roku zostały wylane fundamenty. Prace budowlane zakończyły się w 1959 roku. Kamień węgielny został poświęcony 18 czerwca 1954 roku. Pierwsze nabożeństwa w prowizorycznie zadaszonej świątyni, za zgodą kurii, zostało odprawione w grudniu 1955 roku. Wojewódzka Komisja Budowlana przeprowadziła odbiór techniczny świątyni w 1959 roku. „Wprowadzenie wiernych” odbyło się dopiero 20 grudnia 1959 roku, być może z powodu problemów z materiałami budowlanymi. Ksiądz Karol Wojtyła, biskup krakowski, w dniu 25 września 1966 roku konsekrował murowaną świątynię z wykończonym wnętrzem, jako część obchodów Tysiąclecia Chrztu Polski.
Stary drewniany kościół z 1771 r.  w 1973 przeniesiono do Mętkowa. Obok zbudowano kopię dzwonnicy, która pozostała w Niegowici.